# Tlacotepec de Benito Juárez
Tlacotepec de Benito Juárez è una municipalità dello stato di Puebla, nel Messico centrale, il cui capoluogo è la località omonima.
Conta 48.268 abitanti (2010) e ha una estensione di 398,56 km². 	 	
Il significato di Tlacotepec in lingua nahuatl è luogo dove cresce la larrea, mentre la seconda parte del nome è dedicata a Benito Juárez, il primo presidente del Messico di origine india.